# Акінтієвський Володимир Костянтинович
Волод́имир Костянти́нович Акінтіє́вський (*7 квітня 1888 — †25 квітня 1962) — військовий старшина військ Центральної Ради.
1905 — закінчив Орловський кадетський корпус, у 1908 році — Костянтинівське артилерійське училище.
1914 року закінчив Миколаївську військову академію за 1-м розрядом. Останнє звання у російській армії — підполковник.
З 16 грудня 1917 року — начальник оперативного відділу Українського Генерального штабу.
У 1918—1920 рр. — у Добровольчій армії та Збройних Силах Півдня Росії.
Емігрував. Помер та похований у Нью-Йорку.